# Туризм в Саратовской области
Туризм в Саратовской области
Туризм в Саратовской области – часть туризма в России на территории Саратовской области.
Государственное управление туризмом в области осуществляет Министерство культуры Саратовской области. Также в регионе функционируют общественные организации и объединения: Ассоциация экскурсоводов Саратовской области, Ассоциация содействия развитию внутреннего и въездного туризма Саратовской области, включая сельский и агротуризм, Ассоциация по развитию туристического бизнеса СО «Поволжье».
Туристический бренд «Огни Поволжья. Саратовская область». В основу бренда положены строки песни «Огней так много золотых…» из кинофильма «Дело было в Пенькове». Разноцветные круги символизируют огни и многообразие особенностей и туристических возможностей Саратовской области. 

## Культурно-познавательный туризм

### Саратов
- Саратовский художественный музей имени Радищева. Фонды Радищевского музея насчитывают более 30 тысяч экспонатов. В собрании находятся иконы XV–XX веков, полотна кисти Рокотова, Брюллова, Шишкина, Куинджи, Левитана и других русских художников.

- Саратовский областной музей краеведения. Собрание музея насчитывает 400 тысяч предметов, здесь хранятся образцы рукописной и старопечатной книги, плакатной графики и живописи.  Саратовский музей обладает единственной в России коллекцией, посвященной деятельности Петра Столыпина.

- Собор во имя Живоначальной Троицы. Это уникальный памятник московского барокко, где хранится одна из наиболее чтимых икон Саратова - Нерукотворный образ Спасителя.

- Саратовская государственная консерватория имени Л.В. Собинова. Высшее музыкальное учебное заведение в Саратове, третья по счёту консерватория в России.
- Саратовский академический театр юного зрителя имени Ю. П. Киселёва. Первый в мире театр, предназначенный для юных зрителей.
- Мемориальный комплекс «Журавли». Один из символов Саратова, воздвигнутый на Соколовой горе на высоте 160 метров над уровнем моря на территории Парка Победы.
- Саратовский лимонарий. На Соколовой горе расположен лимонарий, где представлено несколько сортов лимонных деревьев и еще несколько десятков видов других растений.
- Городской парк. Экологический и культурный центр города. Здесь проходят музыкальные фестивали и спортивные мероприятия; детские, благотворительные, культурные акции.

### Энгельс
- Парк покорителей космоса. Мемориально-образовательный комплекс под открытым небом, расположенный в селе Смеловка Энгельсского района на месте приземления Юрия Алексеевича Гагарина.

- Музей Льва Кассиля. Основу фондовых коллекций составляют архивы Л.А. Кассиля и семьи Собиновых, в литературно-мемориальной экспозиции музея отражены важнейшие моменты жизненного и творческого пути Л. Кассиля.Марфинский парк

### Хвалынск
- Дом со львом. Крестьянский дом с расписным интерьером, который находится в жилом старообрядческом селе Поповка.
- Мемориальный дом-музей К.С. Петрова-Водкина.

### Балаково
- Дом-музей В.И. Чапаева. Родительский дом красного командира, в котором он жил с 10 лет. В строении сохранились оригинальные вещи, принадлежавшие семье Василия Ивановича.
- Усадьба Мальцева. Это особняк Паисия Мальцева, богатого и влиятельного балаковца конца 19 – начала 20 вв.

### Маркс
- Лютеранская кирха. Находится в селе Зоркино.

### Новобурасский район
- Село Лох. Здесь находятся водяная мельница, Кудеярова пещера, церковь архангела Михаила и др.

### Вольск
- Вольская картинная галерея. В экспозиции картинной галереи представлены произведения западно-европейских, русских, советских мастеров живописи XVII — XX столетий, скульптура, изделия прикладного искусства (мебель, керамика, стекло).Цветение диких тюльпанов в степи

## Этнический туризм
Связан с культурой немцев Поволжья. В городе Маркс (Екатериненштадт)  действует лютеранский собор, построенный в начале XX века, стоят немецкие дома. Открыт краеведческий музей города Энгельс.
В с.Зоркино полностью отреставрирована лютеранская церковь 19 века, также руины католических церквей находятся с.Каменка, с.Усть-Золиха, с. Липовка, с.Привольное, с. Новокаменка и др.

## Событийный туризм
Проводится всероссийский конкурс исполнителей народной песни им. Руслановой, татарский праздник «Сабантуй», мотофестиваль «Правый берег» (Маркс), фестиваль национальных культур «Живая нить традиций», музыкальный фестиваль «Чапаев фест», многодневный крестный ход (Саратов—Балаково—Пугачёв—Ивантеевка), международный телекинофестиваль документальной мелодрамы «Саратовские страдания», губернский фестиваль академических хоров «Золотые огни Саратова», фестиваль семейного отдыха «Хвалынская волна», Собиновский фестиваль.

## Промыслы
- Саратовская гармонь
- Саратовская игрушка

## Статистика
В области действует более 100 пансионатов, домов отдыха и туристических баз, 23 санаторно-курортных учреждения, расположено 124 памятника природы, более 300 памятников архитектуры, открыто свыше 3 тыс. памятников археологии, сохранилось 18 старинных усадеб, 27 музеев государственного подчинения.
Число внутренних туристов составляет более 400 тыс. человек, включая школьников, студентов и пассажиров проплывающих по Волге теплоходов.